# 바오준 옙
바오준 옙(영어: Baojun Yep, 중국어 간체자: 宝骏悦也, 정체자: 寶駿悅也, 병음: Bǎojùn Yuèyě)은 SAIC-GM-우링이 2023년부터 바오준 브랜드로 제조하는 배터리 전기 크로스오버 시티카이다.

## 옙 플러스
5도어 옙은 2024년 1월 15일에 옙 플러스라는 이름으로 공개되었으며 동년 4월 중국에서만 판매되었다.

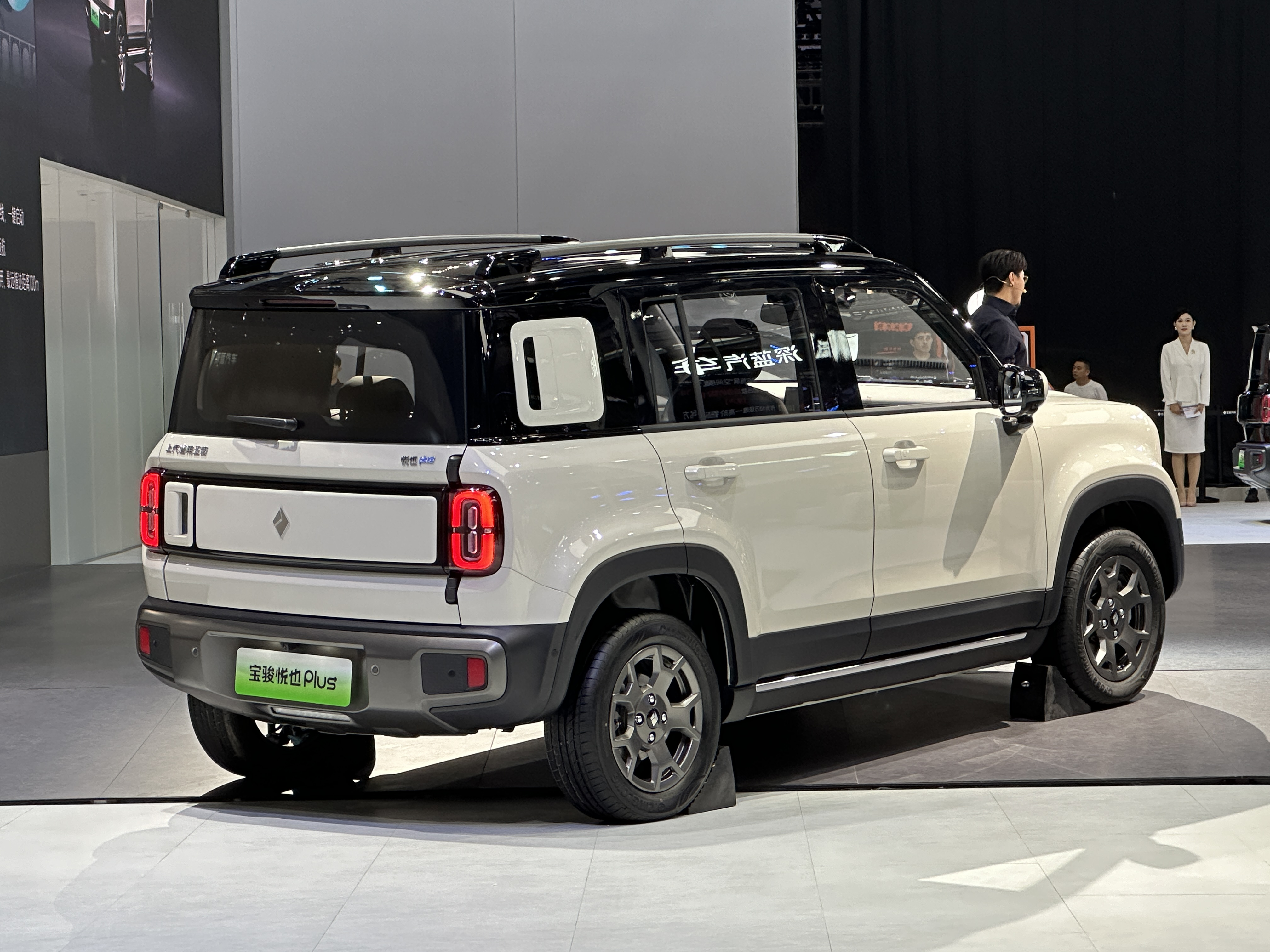
후면

## 판매량
| 연도   | 중국 시장 | 중국 시장 |
| 연도   | 옙        | 옙 플러스 |
| ------ | --------- | --------- |
| 2023년 | 14,683    | —         |
| 2024년 | 9.428     | 6,262     |